# Génesis Rodríguez
Génesis Rodríguez est une actrice américaine, née le 29 juillet 1987 à Miami (Floride).

## Biographie
Génesis Rodríguez est la fille de José Luis Rodríguez (es) « El Puma », célèbre chanteur et acteur vénézuélien, et Carolina Perez, un modèle cubain. Elle a deux demi-sœurs, Liliana Rodríguez (es) et Lilibeth Morillo (es). Elle a étudié à l'École Carrollton du Sacré-Cœur à Miami. Elle a étudié au Lee Strasberg Theatre and Film Institute.
Elle habite désormais à Los Angeles.

## Carrière
Elle commence sa carrière en 2004 avec des telenovelas américaines : Prisionera, Dame chocolate (2007) et Doña Bárbara (2008), avant de se faire connaître en 2010 avec la série Entourage.
En 2012, elle fait ses débuts au cinéma dans Dos au mur avec Jamie Bell, Sam Worthington et Elizabeth Banks et Ce qui vous attend si vous attendez un enfant (où elle retrouve Elizabeth Banks).
On la retrouve dans plusieurs films en 2013 : le drame Hours avec Paul Walker, la comédie Arnaque à la carte avec Jason Bateman et Melissa McCarthy et le film d'action Le Dernier Rempart avec Arnold Schwarzenegger, Forest Whitaker et Jaimie Alexander.
En 2014, elle joue dans Tusk de Kevin Smith, et prête sa voix au film d'animation Les Nouveaux Héros. Elle retrouve Kevin Smith en 2016 pour le film Yoga Hosers.
En 2017, elle tient un des rôles principaux dans la série Time After Time, mais cette dernière se retrouve annulée après une courte saison. Cette même année, elle prête sa voix aux séries d'animations Elena d'Avalor (lors d'un épisode) et Baymax et les Nouveaux Héros, jusqu'en 2020.
En 2018, elle joue aux côtés de Topher Grace et Patricia Clarkson dans Delirium de Dennis Iliadis (en) et Icebox de Daniel Sawka. Elle prête également sa voix à la série She-Ra et les princesses au pouvoir, jusqu'en 2020 et tourne dans deux épisodes de New York, unité spéciale.
Depuis 2022, elle joue le rôle de Numéro 5 de la famille Sparrow Academy dans la saison 3 de la série Umbrella Academy.
Elle est à l'affiche de la deuxième saison de la série Lioness dans le role du Capitaine Josephina Carillo, aux côtés de Zoe Saldaña.

## Filmographie

### Cinéma
- 2012 : Dos au mur (Man On A Ledge) d'Asger Leth : Angela "Angie" Lopez
- 2012 : Ce qui vous attend si vous attendez un enfant (What to Expect When You're Expecting) de Kirk Jones : Courtney
- 2012 : Casa de mi Padre de Matt Piedmont : Sonia
- 2013 : Le Dernier Rempart (The Last Stand) de Kim Jee-woon : l'agent Ellen Richards
- 2013 : Arnaque à la carte (Identity Thief) de Seth Gordon : Marisol
- 2013 : Hours d'Eric Heisserer : Abigail
- 2014 : Les Nouveaux Héros (Big Hero 6) : Honey Lemon
- 2014 : Tusk de Kevin Smith : Allison
- 2015 : Night Run (Run All Night) de Jaume Collet-Serra : Gabrielle Conlon
- 2016 : Yoga Hosers de Kevin Smith : Mlle Wicklund
- 2018 : Delirium de Dennis Iliadis (en) : Lynn
- 2018 : Icebox de Daniel Sawka : Perla
- 2020 : Centigrade de Brendan Walsh : Naomi
- 2024 : The 4:30 Movie de Kevin Smith : Usher

### Télévision
- 2004 : Prisionera : Libertad Salvatierra Santos
- 2007 : Dame chocolate : Rosa 'Rosita' Amado / Violeta Hurtado
- 2008 : Doña Bárbara : Marisela Barquero
- 2010 - 2011 : Entourage : Sarah
- 2017 : Time After Time : Jane Walker
- 2017 : Elena d'Avalor (Elena of Avalor) : Amaláy (voix)
- 2017 - 2020 : Baymax et les Nouveaux Héros (Big Hero 6 : The Series) : Honey Lemon / Une scientifique (voix)
- 2018 : New York, unité spéciale (Law & Order : Special Victims Unit) : Lourdes Vega (saison 19, épisodes 23 et 24)
- 2018 - 2020 : She-Ra et les princesses au pouvoir (She-Ra and the Princesses of Power) : Perfuma (voix)
- 2022 : Umbrella Academy : Sloane Hargreeves alias « Numéro 5 » (saison 3)
- 2024 : Opérations Spéciales : Lioness : Josephina « Jose » Carrillo (saison 2)

## Voix françaises
- Claire Morin[2] dans : 
  - Ce qui vous attend si vous attendez un enfant
  - Hours
  - Night Run

- Cindy Tempez dans :
  - Des jours et des vies[2] (série télévisée)
  - Umbrella Academy (série télévisée)

et aussi
- Caroline Lallau dans Dos au mur[3]
- Laura Zichy dans Le Dernier Rempart[2]
- Célia Asensio dans Arnaque à la carte[2]
- Ingrid Donnadieu dans She-Ra et les princesses au pouvoir (série télévisée)
- Isabelle Desplantes dans Centigrade
- Laëtitia Lefebvre dans Opérations Spéciales : Lioness (série télévisée)